# Tom O’Donnell
Thomas „Tom“ G. O’Donnell (irisch Tomás Ó Domhnaill; * 30. August 1926 in Bulgaden, County Limerick; † 8. Oktober 2020 in Ballysheedy West, County Limerick) war ein irischer Politiker der Fine Gael.

## Biografie
O’Donnell, der ursprünglich Journalist war, begann seine politische Laufbahn als Kandidat der Fine Gael 1961 mit der erstmaligen Wahl zum Mitglied des Unterhauses (Dáil Éireann). Dort vertrat er nach sieben anschließenden Wiederwahlen bis 1987 die Interessen des Wahlkreises Limerick East.
Nach dem Wahlsieg der Fine Gael bei den Unterhauswahlen 1973 wurde er am 14. März 1973 von Premierminister (Taoiseach) Liam Cosgrave zum Minister für die irischsprachigen Gebiete (Gaeltacht). Diese Funktion bekleidete er bis zum Ende von Cosgraves Amtszeit am 25. Mai 1977 nach der Niederlage bei den Wahlen zum Dáil Éireann.
Nach dem Tode von Präsident Erskine Hamilton Childers am 17. November 1974 sorgte der an Taubheit leidende O’Donnell für einen Eklat. Ursprünglich vereinbarten alle Parteien heimlich, als Childers Nachfolgerin seine Witwe Rita Childers zu nominieren; doch bevor dies verkündet und sogar bevor es ihr mitgeteilt worden war, führte ein Missverständnis zum Zusammenbruch der Vereinbarung. Tom O’Donnell verstand die Frage eines Journalisten zur angeblichen Nominierung von Mrs. Childers falsch. Er dachte, dass der Journalist bereits über die Nominierung Bescheid wisse und bestätigte, dass Rita Childers die neue Präsidentin von Irland werden solle. Die Opposition der Fianna Fáil, in der Meinung, dass das ganze Durcheinander von der Regierung inszeniert wurde und diese daraus politische Vorteile schlagen wolle, zog sich daraufhin von der Vereinbarung zurück. 
1979 wurde er außerdem auch zum Mitglied des 1. Europäischen Parlamentes gewählt. O’Donnell gehörte dem Europäischen Parlament auch während der 2. Wahlperiode an. 1987 erlitt er eine Wahlniederlage und schied nicht nur aus dem Dáil Éireann aus, sondern auch aus dem Europaparlament.